# (13356) 1998 TX17
1998 تي أكس 17 (ويعرف أيضًا باسم (13356) 1998 تي أكس 17 وفق تسمية الكوكب الصغير) (بالإنجليزية: 1998 TX17)‏ هو كويكب ضمن حزام الكويكبات؛ وترتيبه 13356 من حيث الاكتشاف.
اكتُشف هذا الجُرم الفلكي بواسطة كورادو كورليفيتش في 14 أكتوبر 1998.

## وصلات خارجية
- (13356) 1998 TX17 في قاعدة بيانات مختبر الدفع النفاث لأجرام النظام الشمسي الصغيرة

- الاكتشاف · مخطط المدار ·  العناصر المدارية · المعلمات المادية

- (13356) 1998 TX17 على موقع ويكي سكاي: DSS2, SDSS, GALEX, IRAS, Hydrogen α, X-Ray, Astrophoto, Sky Map, Articles and images